# 2272 Montezuma
2272 Montezuma (1972 FA) là một tiểu hành tinh vành đai chính được T. Gehrels phát hiện vào ngày 16 tháng 3, năm 1972 tại Đài thiên văn Palomar.